# لورانس س. واشنطن
لورانس س. واشنطن (بالإنجليزية: Lawrence C. Washington)‏ هو رياضياتي أمريكي، ولد في 1951 في فيرمونت في الولايات المتحدة.